# زن شگفت‌انگیز (فیلم ۲۰۱۷)
زن شگفت‌انگیز (به انگلیسی: Wonder Woman) یک فیلم ابرقهرمانی آمریکایی به کارگردانی پتی جنکینز و نویسندگی آلن هاین‌برگ است که در سال ۲۰۱۷ منتشر شد. فیلم‌نامه این فیلم بر پایه شخصیتی به همین نام از دی‌سی کامیکس به رشته تحریر درآمده‌است. این فیلم به عنوان چهارمین قسمت از فیلم‌های دنیای سینمایی دی‌سی کامیکس به‌شمار می‌رود. گل گدوت در نقش پرنسس دایانا / واندر وومن، کریس پاین، کانی نیلسن، رابین رایت، دنی هوستون، دیوید تیولیس، ایون برمنر، لوسی دیویس و النا آنایا بازیگران این فیلم هستند. زن شگفت‌انگیز نخستین اثر سینمایی جداگانه از این شخصیت است که بر روی پرده‌های سینما رفته‌است. لازم است ذکر شود که این شخصیت در فیلم بتمن در برابر سوپرمن: طلوع عدالت (۲۰۱۶) و لیگ عدالت (۲۰۱۷) حضور داشت. همچنین در لیگ عدالت زک اسنایدر (۲۰۲۱) نیز حضور پیدا کند.
در سال ۲۰۱۵، پتی جنکینز به عنوان کارگردان این فیلم انتخاب شد. فیلم‌برداری فیلم از ۲۱ نوامبر ۲۰۱۵ آغاز شد و فیلم در کشورهایی همچون بریتانیا، فرانسه و ایتالیا تصویربرداری شد. فیلمبرداری فیلم نهایتاً در ۱۹ مهٔ ۲۰۱۶ به پایان رسید. همچنین در نوامبر ۲۰۱۶، فیلم‌برداری‌های اضافه‌ای نیز صورت گرفت. زن شگفت‌انگیز نخستین فیلم ابرقهرمانی به کارگردانی یک زن است و جنکینز نخستین زنی است که یک فیلم ابرقهرمانی با شخصیت اول یک زن را کارگردانی می‌کند.
مراسم فرش قرمز افتتاحیهٔ فیلم در ۱۵ مهٔ ۲۰۱۷ در شانگهای برگزار شد و در نهایت وارنر برادرز آن را در ۲ ژوئن ۲۰۱۷ به صورت سه‌بعدی و آی‌مکس سه‌بعدی اکران نمود. زن شگفت‌انگیز با استقبال بسیار بالای منتقدین همراه بوده‌است و از نظر منتقدین جزو برترین فیلم‌های ابرقهرمانی در سال‌های اخیر محسوب می‌شود. دنبالهٔ این فیلم به کارگردانی پتی جنکینز و با نام زن شگفت‌انگیز ۱۹۸۴ در ۵ ژوئن ۲۰۲۰ منتشر شد. فیلم بیش از ۸۲۲ میلیون دلار در سراسر جهان فروش کرد در حالی که ۱۲۰-۱۵۰ میلیون دلار بودجه ساخت آن بوده‌است و آن را به دهمین فیلم پرفروش سال ۲۰۱۷ تبدیل کرد.

## داستان
در زمان حال و بعد از اتفاقات بتمن در برابر سوپرمن: طلوع عدالت، پرنسس دایانا که در پاریس به سر می‌برد از طرف بروس وین عکس قدیمی‌اش را که مربوط به جنگ جهانی اول بود دریافت می‌کند و با دیدن عکس شروع به مرور خاطرات خود می‌کند.
پرنسس دایانا تنها کودک جزیره تمیسکیرا است که به همراه گروهی از زنان قبیله آمازون که همگی جنگجویانی ماهر هستند، زندگی می‌کند. دایانا بسیار در مورد آموختن نبردهای رزمی کنجکاو است و مدام به مادر خود یعنی ملکه هیپولیتا که رهبر آمازون نیز هست اصرار می‌کند که بگذارد او فنون رزمی را یاد بگیرد؛ اما مادرش با این کار مخالف است. در مقابل خالهٔ دایانا یعنی ژنرال آنتیوپ می‌خواهد به دایانا جنگیدن را بیاموزد. این کار اگر چه در ابتدا با مخالفت هیپولیتا مواجه می‌شود، اما با اصرار دایانا او قبول می‌کند و دایانا زیر نظر خاله خود شروع به تمرین می‌کند.
در جریان یکی از نبردهای آموزشی در حالی که آنتیوپ با شدت زیادی به دایانا در حال آموزش دادن است، دایانا دستان خود را به حالت سپر بالا میاورد و انرژی عظیمی از دستانش ساطع می‌شود که همه حتی خود دایانا را نیز می‌ترساند. دایانا که از قدرت خود ترسیده تمرین ترک می‌کند و به بالای جزیره می‌رود تا کمی تنها باشد اما ناگهان می‌بیند هواپیمایی نظامی در اقیانوس سقوط می‌کند. دایانا به داخل آب رفته و خلبان هواپیما را نجات می‌دهد. در این موقع دایانا متوجه می‌شود خلبان مردی به اسم استیو ترور است. در همین هنگام اعضای ارتش آلمان که در تعقیب استیو هستند به جزیره حمله می‌کنند و نبرد سختی میان آن‌ها و آمازونی‌ها شکل می‌گیرد که در جریان آن آنتیوپ کشته می‌شود. آمازونی‌ها استیو را اسیر می‌گیرند و از او توضیح می‌خواهند. استیو اعتراف می‌کند که او خلبان و البته جاسوس ایالات متحده است که مأموریت داشته در میان آلمان‌ها نفوذ کند، اما برنامه‌اش به هم ریخته و هواپیمایش در تمیسکیرا سقوط کرده‌است. اطلاعات استیو باعث می‌شود دایانا از جریان جنگ جهانی اول باخبر شود. دایانا معتقد است جنگ جهانی بلایی است که آرس بر سر بشریت آورده و از مادرش می‌خواهد به او اجازه دهد همراه با استیو برای پایان دادن به جنگ به جبهه نبرد برود. ملکه ابتدا مخالفت می‌کند اما وقتی می‌بیند حریف دایانا نمی‌شود به او اجازه می‌دهد.
داینا به همراه استیو تمیسکیرا را به مقصد لندن ترک می‌کند. در لندن استیو اطلاعاتی را که بدست آورده به مافوق خود یعنی سر پاتریک مورگان ارائه می‌دهد و توضیح می‌دهد که اریش لودن‌دورف به همراه شیمی‌دان ارتش آلمان مشهور به دکتر پویزن در صدد درست کردن سلاح شیمیایی هستند که بسیار خطرناک است و حتی ماسک هم قادر نیست جلوی آن‌ها را بگیرد. تلاش استیو در جهت قانع که مافوق‌هایش جهت حمله به آزمایشگاه ارتش آلمان بی‌فایده می‌شود و استیو و دایانا تصمیم میگرند تا به همراه گروهی از دوستان خود این مأموریت را به صورت غیررسمی انجام دهند و برای همین به جبهه غربی جنگ در بلژیک می‌روند. در جریان جنگ مهارت‌های عجیب دایانا توجه را همه را جلب می‌کند و جوخه اعزامی به کمک دایانا موفق می‌شوند یک روستا را آزاد کنند و شب را در آن جشن بگیرند.
روز بعد استیو اطلاعاتی محرمانه از مقر فرماندهی و آزمایشگاه مخفی آلمان‌ها پیدا می‌کند و برای همین سعی می‌کند با افرادش به آن‌جا حمله کند. دایانا که معتقد است اریش لودن‌دورف همان آرس است به سراغ او رفته و لودن‌دورف را می‌کشد اما برخلاف تصور دایانا جنگ پایان نمی‌یابد. در حین ورود استیو و افرادش به آزمایشگاه دایانا ناگهان با سرپاتریک مواجه می‌شود و پی می‌برد که او آرس است. آرس به دایانا می‌گوید که انسان‌ها یکدیگر را به قتل می‌رسانند و دنیا را تبدیل به جهنم کرده‌اند و او قصد دارد زمین را دوباره به بهشت سابق برگرداند. آرس همچنین می‌گوید که دایانا خدایی است که توسط زئوس به وجود آمده تا جلوی او را بگیرد و این رازی است که مادرش از بچگی از او مخفی کرده‌است. نبرد سختی میان دایانا و آرس درمی‌گیرد. در همین هنگام استیو که هواپیمایی پر از مواد شیمیایی را دزدیده‌است برای به اتمام رساندن ماجرا هواپیما را به ارتفاع برده و آن را منفجر می‌کند و خودش در این راه می‌میرد. خشم دایانا از مرگ استیو باعث می‌شود تا او آرس را با نهایت قدرتش از بین ببرد و جنگ بدین ترتیب پایان بیابد.
در زمان حال دایانا ایمیلی برای بروس وین فرستاده و از اینکه عکس او و استیو را پس فرستاده‌است تشکر می‌کند. سپس دایانا در لباس زن شگفت‌انگیز بیرون می‌رود تا به گفته خودش برای نبرد جدیدی که در راه است آماده شود.

## بازیگران
- گل گدوت در نقش پرنسس دایانا / واندر وومن، پرنسس آمازون‌ها و جنگجویی نامیرا.[۶]
- کریس پاین در نقش استیو ترور، یک خلبان جنگنده در ارتش ایالات متحده که علاقه‌ای عاشقانه به پرنسس دایانا پیدا می‌کند.[۷]
- کانی نیلسن در نقش ملکه هیپولیتا، ملکهٔ آمازون‌ها در جزیره تمیسکیرا و مادر دایانا[۸]
- رابین رایت در نقش ژنرال آنتیوپ، خواهر ملکه هیپولیتا و خالهٔ دایانا[۹]
- لوسی دیویس در نقش اتا کندی، منشی خصوصی استیو ترور که با دایانا دوست می‌شود.[۱۰]
- النا آنایا در نقش ایزابل مارو / دکتر پویزن[۱۱]
- دنی هوستون در نقش اریش لودندورف[۱۱]
- دیوید تیولیس در نقش پاتریک مورگان / آرس، پسر خائن زئوس و برادر ناتنی دایانا، بر اساس ایزدی به همین نام، در اساطیر یونانی[۱۲]
- لیسا لوون کونگسلی در نقش منالیپه، یکی از آمازون‌ها و ستوان ژنرال آنتیوپ[۹]
- سعید تغماوی در نقش سمیر[۱۳]
- ایون برمنر در نقش چارلی[۱۳][۱۴]

## ساخت

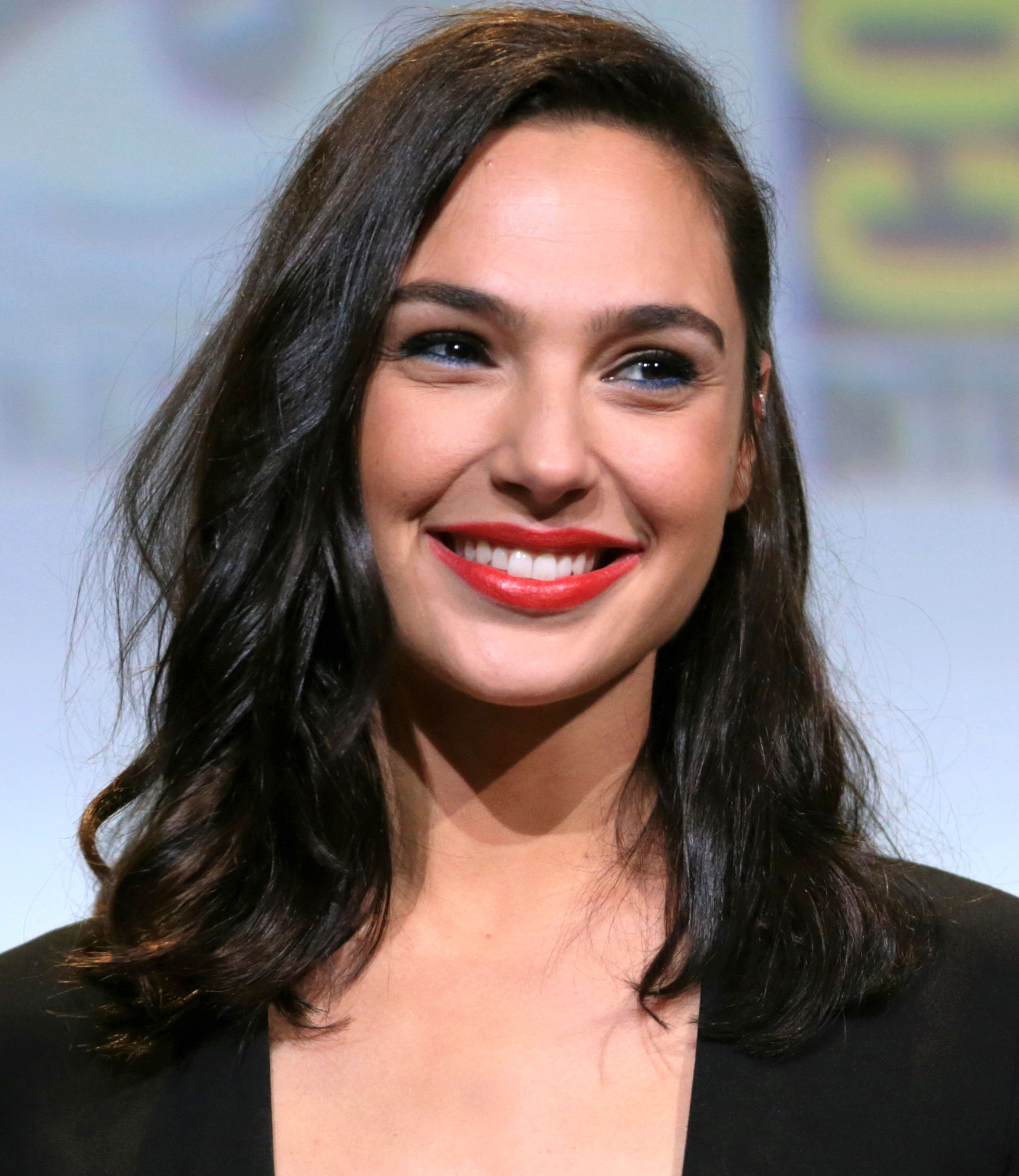
بازی گال گدوت در نقش پرنسس دایانا تحسین منتقدان را در پی داشته‌است.

ساخت فیلمی با محوریت شخصیت پرنسس دایانا / زن شگفت‌انگیز به دهه نود بر می‌گردد. در آن زمان از ایوان رایتمن به عنوان یکی از گزینه‌های اصلی کارگردانی نام برده می‌شد. جوئل سیلور در مقام تهیه‌کننده قرار گرفت. او قصد داشت نقش پرنسس دایانا را بر عهده ساندرا بولاک بگذارد؛ اما پروژه به سرانجام نرسید در سال‌های بعد زن شگفت‌انگیز چندبار تا پای عملی شدن پروژه رفت و صحبت از حضور بازیگرانی همچون آنجلینا جولی، ریچل بیلسون، مگان فاکس و کاترین زیتا جونز در نقش پرنسس دایانا شد، اما طولانی شدن مراحل پیش تولید و موانعی هم‌چون نبودن قصه مناسب و بودجهٔ کافی باعث شد تا پروژه برای مدت زیادی به تعویق بیفتد.

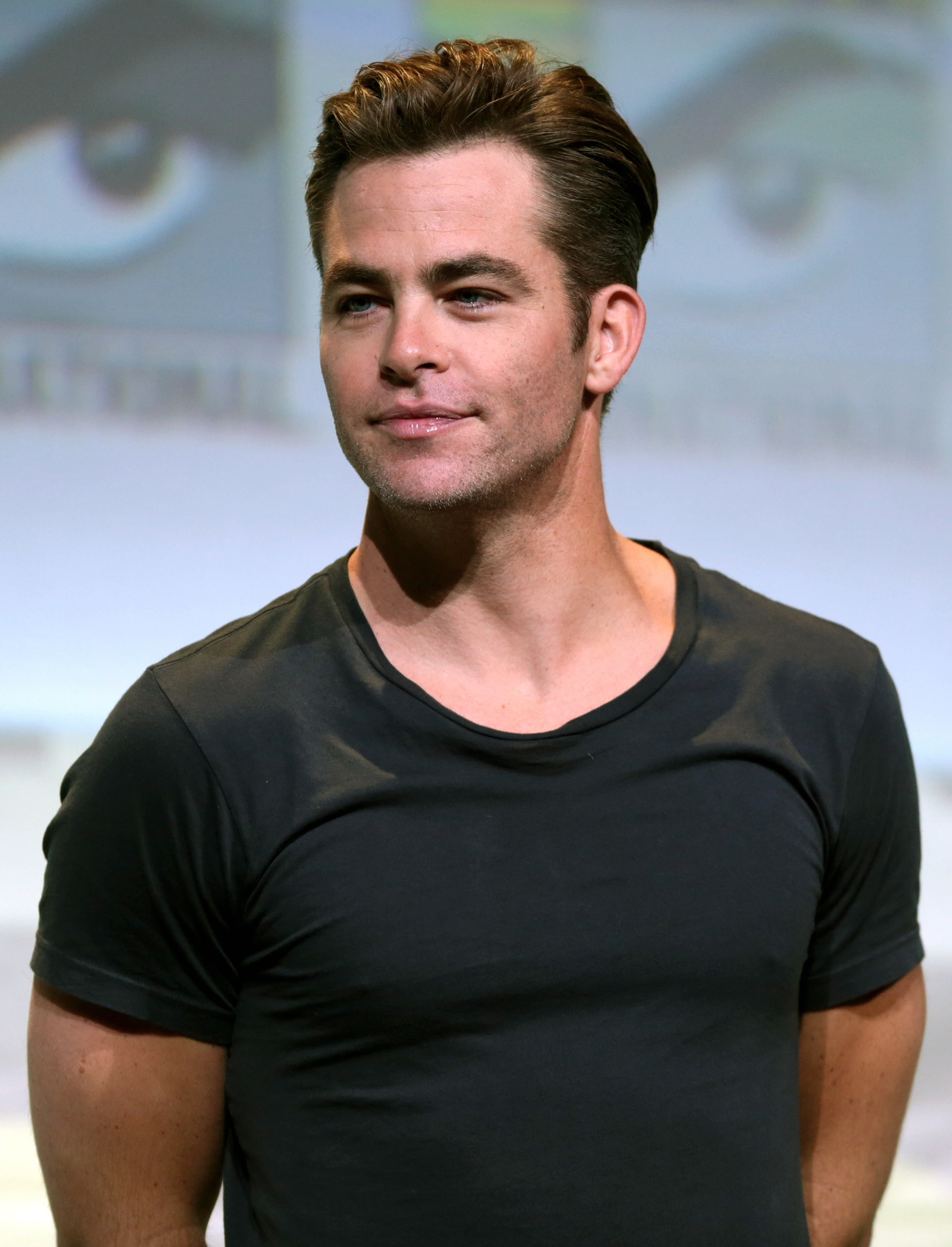
منتقدان در نقدهای خود از بازی کریس پاین بسیار تعریف کردند و رابطه‌ای که بین شخصیت او و پرنسس دایانا ایجاد می‌شود را از جمله نقاط قوت فیلم می‌دانند.

در اواسط سال ۲۰۰۴ برادران وارنر جاس ویدون را استخدام کرد تا فیلم‌نامه جدید دربارهٔ شخصیت زن شگفت‌انگیز بنویسد. زمانی که ویدون کار خود را آغاز کرد گزینه‌هایی همچون کاریزما کارپنتر و جدی تر از همه مورنا باکارین برای بازی در نقش زن شگفت‌انگیز در نظر گرفته شده بودند اما این پروژه هم به سرانجام نرسید. جاس ویدون بعدها به گروه رقیب کمپانی دی‌سی یعنی مارول پیوست و با ساخت انتقام‌جویان یکی از پرفروش‌ترین فیلم‌های تاریخ سینما را به نام خود ثبت کرد.
در سال ۲۰۱۰ سرانجام برداران وارنر و دی‌سی تصمیم گرفتند تا بالاخره دنیای سینمایی دی‌سی کامیکس را راه اندازی کنند و در این راه فیلم‌هایی همچون مرد پولادین و جوخه انتحار را ساختند. در سال ۲۰۱۵ برادران وارنر پتی جنکینز که در کارنامه‌اش ساخت فیلم تحسین شده و برنده اسکار هیولا را داشت استخدام کرد تا زن شگفت‌انگیز را برای اولین بار به سینما بیاورد. بدین ترتیب جنکینز تبدیل به اولین کارگردان زن در تاریخ سینما شد که ساخت یک فیلم ابرقهرمانی را آن هم با چنین ابعادی در کارنامه خود ثبت می‌کند. هم‌زمان با نوشتن فیلم‌نامه توسط آلن هاین‌برگ گزینه‌های زیادی برای نقش پرنسس دایانا مطرح شد که در نهایت گل گدوت برای نقش انتخاب شد. ابتدا قرار نبود شخصیت زن شگفت‌انگیز در فیلم بتمن در برابر سوپرمن: طلوع عدالت حضور داشته باشد و قرار بود که اولین حضور زن شگفت‌انگیز بر پرده سینماها با همین فیلم باشد، اما اصرار کمپانی برای سرعت ورزیدن بر دنیای بسط یافته دی‌سی باعث شد که بتمن علیه سوپرمن یک سال زودتر از زن شگفت‌انگیز اکران شود و بدین ترتیب اولین حضور رسمی شخصیت زن شگفت‌انگیز در آن فیلم رقم خورد.

### پیش‌تولید
پتی جنکینز بر روی انتخاب بازیگران حساسیت خاصی داشت و می‌خواست بازیگرانی انتخاب شوند که در کنار ستاره بودن به خوبی حس و حال شخصیت‌ها را به مخاطب القا کنند. برای نقش اصلی یعنی پرنسس دایانا سه گزینه اصلی مطرح شد: بازیگر و مدل فرانسوی مشهور اولگا کوریلنکو و آلودی یونگ و بالاخره گل گدوت. از آنجایی که قرار بود شخصیت زن شگفت‌انگیز نخستین بار در فیلم بتمن در برابر سوپرمن: طلوع عدالت ظاهر شود زک اسنایدر انتخاب بازیگر این نقش را انجام داد. اما دیگر بازیگران فیلم همگی توسط خود جنکینز انتخاب شدند. گل گدوت برای بازی در نقش پرنسس دایانا تمرینات ویژه و سخت بدنسازی را آغاز کرد تا بهتر بتواند برای نقشش آماده شود.
جنکینز برای بازیگر نقش استیو ترور بازیگران زیادی را در نظر داشت اما در نهایت کریس پاین را برای نقش انتخاب کرد. برای نقش ملکه هیپولیتا جنکینز ابتدا نیکول کیدمن را در نظر داشت اما کیدمن مشغول بازی در سریال دروغ‌های کوچک بزرگ بود و برای همین نتوانست نقش را قبول کند و در نهایت کانی نیلسن جایگزین او شد. برای نقش ژنرال آنتیوپ نیز از همان ابتدا رابین رایت در نظر گرفته شده بود که او نیز این نقش را قبول کرد. برای نقش‌های آرس و سیرک نیز به ترتیب شان بین و اوا گرین در نظر گرفته شده بودند اما هیچ‌کدام نتوانستند به خاطر تداخل برنامه کاری این نقش‌ها را قبول کنند و در نهایت دیوید تیولیس جایگزین نقش آرس شد.

### فیلمبرداری
فیلم‌برداری فیلم از ۲۱ نوامبر ۲۰۱۵ آغاز شد
متیو جانسن مدیر فیلم‌برداری فیلم می‌باشد. زن شگفت‌انگیز لوکیشن‌های بسیار زیادی داشت و در سه کشور انگلستان، فرانسه و ایتالیا فیلمبرداری شد. ایستگاه راه‌آهن کینگز کراس لندن، میدان ترافالگار، کاستل دل مونته و کامروتا تنها بخشی از لوکیشن‌های فیلم هستند. کار فیلمبرداری بخاطر گل گدوت که در آن زمان پنج‌ماهه باردار بود مدتی به تعویق افتاد و در نهایت فیلمبرداری فیلم نوامبر ۲۰۱۶، با مدتی تأخیر به پایان رسید.

### پس از تولید
وظیفه تدوین فیلم برعهده مارتین والش بود. همچنین کمپانی ریتم اند هیوز استودیو مسئولیت جلوه‌های ویژه فیلم را عهده‌دار شدند. سرپرست جلوه‌های ویژه فیلم نیز بیل وستنهوفر می‌باشد. وستنهوفر پیش تر برای ساخت جلوه‌های ویژه فیلم تحسین شده زندگی پای برنده جایزه اسکار شده بود.
در نوامبر ۲۰۱۶ و زمانی که فیلمبرداری روزهای آخر خود را می‌گذراند روپرت گرگسون-ویلیامز برای ساخت موسیقی متن فیلم استخدام شد. ویلیامز پیش تر برای فیلم‌هایی همچون تپه هکساو و افسانه زمستان موسیقی متن ساخته بود. همچنین خواننده معروف سیا یک ترانه برای زن شگفت‌انگیز خوانده‌است. این ترانه که «انسان بودن» نام دارد به همراه آلبوم موسیقی متن فیلم در دسترس مردم قرار گرفت.

## انتشار

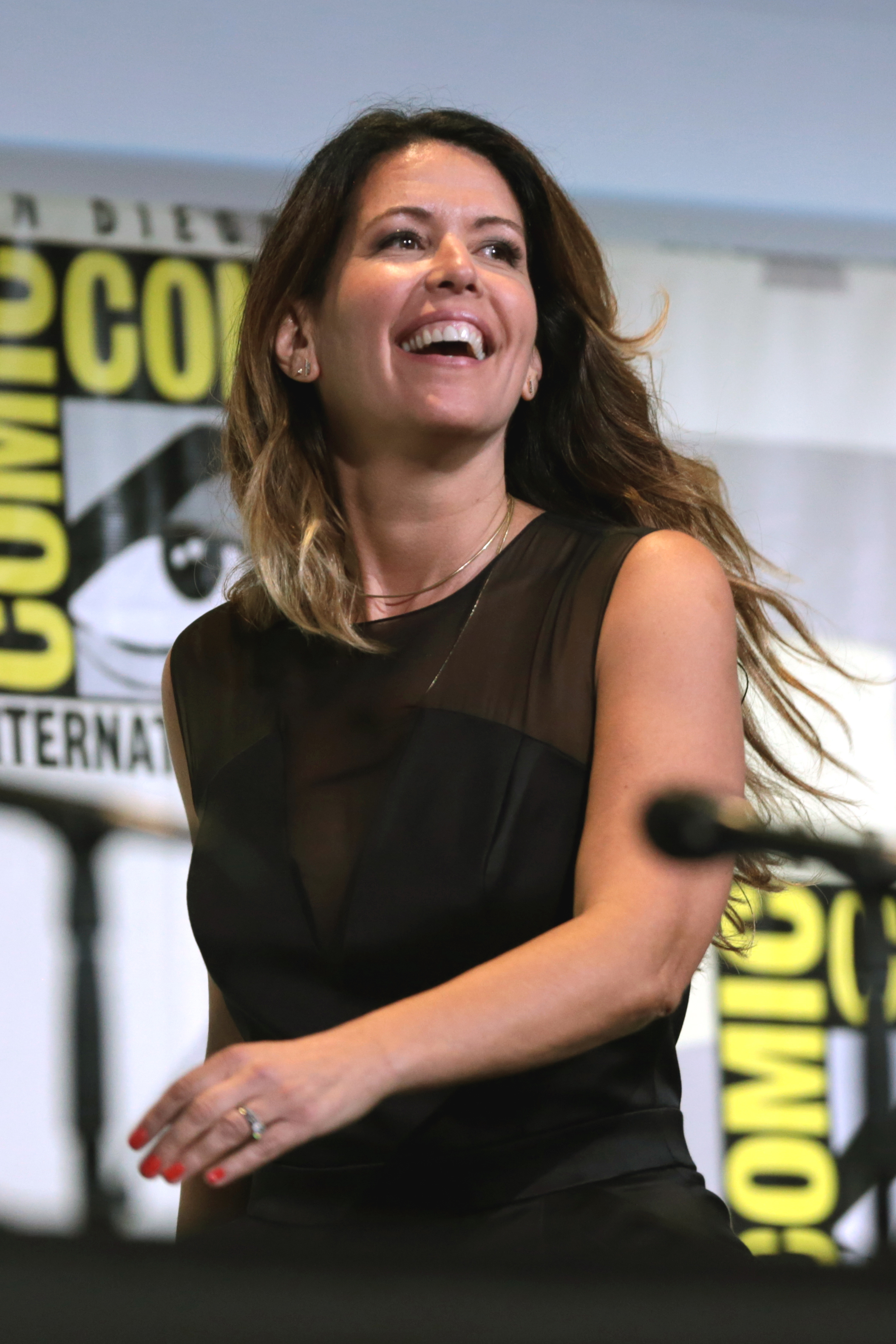
پتی جنکینز با ساخت فیلم زن شگفت‌انگیز موفق شد رکورد بهترین فیلم از نظر فروش را در بین کارگردانان زن بنام خود ثبت کند.

مراسم فرش قرمز و افتتاحیهٔ فیلم، ۱۵ مهٔ ۲۰۱۷ در شانگهای برگزار شد. افتتاحیهٔ فیلم در لندن که قرار بود ۳۱ مه برگزار شود، به خاطر بمب‌گذاری ۲۰۱۷ منچستر آرنا لغو شد. در ۲۵ مه ۲۰۱۷، فرش قرمز افتتاحیهٔ فیلم در لس‌آنجلس آمریکا برگزار شد. نهایتاً فیلم به صورت جهانی در ۲ ژوئن ۲۰۱۷ اکران گردید. در ۳۱ مه، کشور لبنان نمایش این فیلم را در سینماهای این کشور ممنوع کرد. علت این کار این بود که گل گدوت بازیگر نقش اصلی این فیلم اسرائیلی است و قبلاً در ارتش اسرائیل نیز خدمت کرده‌است. این اتفاق در حالی افتاده‌است که فیلم بتمن در برابر سوپرمن: طلوع عدالت که گل گدوت در آن ایفای نقش کرده‌است بدون هیچ مشکل خاصی در سینماهای لبنان اکران شد.

### شبکه خانگی
نسخه دیجیتال فیلم به صورت دی وی دی در تاریخ ۲۹ اوت ۲۰۱۷ پخش شد و نسخه بلوری و بلوری اچ دی آن نیز که شامل پشت صحنه و مراحل ساخت فیلم می‌شود در تاریخ ۱۹ سپتامبر ۲۰۱۷ در دسترس عموم قرار گرفت.

## بازخورد

### گیشه
زن شگفت‌انگیز شروعی بسیار قدرتمند در گیشه داشت و به فروش قابل توجهی نیز رسید. پتی جنکینز موفق شد رکورد بهترین اکران فیلم در بین تمامی کارگردانان زن تاریخ را به‌نام خود ثبت کرد. زن شگفت‌انگیز در آمریکا و کانادا توانست با اقتدار صدر جدول را با ۱۰۳٫۳ میلیون دلار فروش، از آن خود کند و رتبه اول باکس آفیس جهانی را نیز به خود اختصاص دهد. در بازارهای بین‌المللی نیز زن شگفت‌انگیز استقبال خوبی داشت و در مجموع ۲۲۸٫۳ میلیون دلار فروش کرد. در هفته دوم اکران زن شگفت‌انگیز با فروش ۵۷٫۲ میلیون دلاری که داشت با اختلاف خوبی در رتبه اول قرار گرفت. فروش داخلی این فیلم تاکنون به ۲۰۵ میلیون دلار رسیده و فروش بین‌المللی آن نیز ۲۳۰ میلیون دلار می‌باشد تا تنها پس از گذشت دو هفته اکران مجموع فروش فیلم به رقم ۴۳۶ میلیون دلار برسد. با اکران شدن انیمیشن ماشین‌ها ۳ فروش زن شگفت‌انگیز در هفته سومش کمی کاهش یافت و توانست با ۴۰ میلیون دلار در رتبهٔ دوم جدول باکس آفیس قرار بگیرد. زن شگفت‌انگیز در هفته چهارم اکران خود نیز به فروش خوب خود ادامه داد و در نهایت موفق شد در پایان ماه اول اکران خود به فروشی معادل ۶۵۳ میلیون برسد. زن شگفت‌انگیز در ادامه نیز با استقبال بسیار بالای تماشاگران همراه بود به‌طوری‌که در طی دو ماه اکران جزو پنج فیلم ثابت باکس آفیس باقی ماند. نکته جالب در مورد زن شگفت‌انگیز این بود که برخلاف بیشتر فیلم‌های ابرقهرمانی که فروششان در خارج از آمریکا بیشتر از داخل آن است فروش زن شگفت‌انگیز در داخل و خارج آمریکا تقریباً برابر بود. زن شگفت‌انگیز در مدت دو ماه توانست در آمریکا و کانادا ۳۶۸ میلیون و و در دیگر نقاط دنیا ۳۷۷ میلیون فروش کند در نهایت مجموع فروش این فیلم در سراسر جهان به ۸۲۱٫۶ میلیون دلار رسید و موفقیتی تجاری را برای سازندگانش رقم زد. زن شگفت‌انگیز در نهایت رتبه ششمین فیلم پرفروش سال ۲۰۱۷ را به خود اختصاص داد.

### منتقدان
زن شگفت‌انگیز با بازخورد مثبت منتقدین مواجه شد و بسیاری آن را بهترین فیلم دنیای سینمایی دی‌سی نامیدند. عمده تعریف منتقدان پیرامون بازی خوب گل گدوت و کارگردانی پتی جنکینز بوده‌است. راتن تومیتوز از ۳۳۷ نقدی که راجع به این فیلم گردآوری کرده، اعلام کرده که ۹۲٪ آن‌ها نظر مثبتی راجع به فیلم داشته‌اند و میانگین نمره‌هایی که به فیلم داده‌اند، ۷٫۶/۱۰ می‌باشد. در حال حاضر زن شگفت‌انگیز دارای بهترین نمره در بین فیلم‌های ابرقهرمانی در این وبسایت است. در سایت متاکریتیک نیز بر پایه نظرات ۴۹ منتقد، نمرهٔ ۷۶ را کسب کرده‌است.
- مایکل فیلیپس در شیکاگو تریبون به فیلم امتیاز ۸ از ۱۰ داد و درباره‌اش نوشت: «بعد از مدتی نسبتاً طولانی زمانی که تماشای یک فیلم از دنیای دی‌سی را تمام کردم آماده دیدن قسمت دوم آن بودم. زن شگفت‌انگیز فیلمی متعلق به زمانه خویش است. یک اکشن استاندارد که به خوبی از پس داستان برآمده‌است. گل گدوت در نقش پرنسس دایانا فیلم را برای خود کرده‌است و کاری کرده تا نتوان کسی را غیر از او در این نقش تصور کرد.»[۵۸]
- کیت اربلند در ایندی‌وایر به فیلم امتیاز کامل داد و آن را بهترین فیلم دنیای بسط یافته دی سی دانست. او در بخشی از نقد خود نوشت: «زن شگفت‌انگیز همانقدر که دربارهٔ به قدرت رسیدن یک ابرقهرمان است دربارهٔ دنیایی است که به این ابرقهرمان نیاز دارد. پرنسس دایانا با تلاشش برای حفظ بشریت احساسی را به فیلم وارد کرده که باعث می‌شود زن شگفت‌انگیز را بهترین فیلم دنیای دی‌سی بنامیم. اگر قرار باشد در یک کلمه این فیلم را توصیف کنم آن کلمه قطعاً شگفت‌انگیز خواهد بود.»[۵۹]
- ای.او. اسکات در نیویورک تایمز به فیلم نمره بالایی داد. او توانایی جنکینز را در ساخت صحنه‌های جنگ ستود و بازی گل گدوت را تحسین کرد و زن شگفت‌انگیز را یکی از بهترین فیلم‌های ابرقهرمانانه در سالهای اخیر دانست.[۶۰]
- آلونسو دورالد در درپ نمره ۹۰/۱۰۰ را به زن شکفت انگیز داد و نوشت: «در زمانه‌ای که در بین فیلم‌های بی‌شمار و بی خاصیت ابرقهرمانی گیر افتاده‌ایم بعضی از فیلم‌های ابرقهرمانی موفق می‌شوند چیزی بیشتر عرضه کنند و تبدیل به فیلمی خوب بشوند. زن شگفت‌انگیز قطعاً از آن دست فیلم‌هاست.»[۶۱]
- آن هوراندی در واشینگتن پست نیز فیلم را ستود و بازی گال گدوت و کریس پاین را از مهمترین نقاط قوت فیلم دانست.[۶۲]

### جوایز
| جایزه                               | تاریخ        | رشته                                 | دریافت کننده                                       | نتیجه    | منبع                 |
| ----------------------------------- | ------------ | ------------------------------------ | -------------------------------------------------- | -------- | -------------------- |
| انجمن منتقدان بازنشسته آمریکا       | فوریه ۲۰۱۸   | فیلم منتخب خوانندگان                 | زن شگفت‌انگیز                                       | برنده    | [ ۶۳ ]               |
| بنیاد فیلم آمریکا                   | ژانویه ۲۰۱۸  | ده فیلم برتر سال                     | زن شگفت‌انگیز                                       | برنده    | [ ۶۴ ]               |
| انجمن کارگردانان هنری آمریکا        | ژانویه ۲۰۱۸  | بهترین طراحی صحنه برای فیلم فانتزی   | آلین بونوتو                                        | نامزدشده | [ ۶۵ ]               |
| انجمن بازیگران آمریکا               | ژانویه ۲۰۱۸  | بهترین فیلم درام                     | لورا کندی، کریستی کارلسون، لوسیندا سیون، جنت بنزی  | نامزدشده | [ ۶۶ ]               |
| انجمن صدای آمریکا                   | فوریه ۲۰۱۸   | بهترین تدوین صدا                     | کریس مونرو                                         | نامزدشده | [ ۶۷ ]               |
| انجمن طراحان لباس                   | فوریه ۲۰۱۸   | بهترین طراحی لباس برای فیلم فانتزی   | لیندی همینگ                                        | برنده    | [ ۶۸ ]               |
| جایزه گزینش منتقدان فیلم            | ژانویه ۲۰۱۸  | بهترین فیلم                          | زن شگفت‌انگیز                                       | برنده    | [ ۶۹ ] [ ۷۰ ]        |
| جایزه گزینش منتقدان فیلم            | ژانویه ۲۰۱۸  | بهترین طراحی لباس                    | لیندی همینگ                                        | نامزدشده | [ ۶۹ ] [ ۷۰ ]        |
| جایزه گزینش منتقدان فیلم            | ژانویه ۲۰۱۸  | بهترین جلوه‌های ویژه                  | زن شگت انگیز                                       | نامزدشده | [ ۶۹ ] [ ۷۰ ]        |
| انجمن منتقدان فیلم دیترویت          | دسامبر ۲۰۱۷  | بهترین پیشرفت در عرصه بازیگری        | گال گدوت                                           | نامزدشده | [ ۷۱ ]               |
| جایزه دراگون                        | سپتامبر ۲۰۱۷ | بهترین فیلم علمی تخیلی یا فانتزی     | زن شگفت‌انگیز                                       | برنده    | [ ۷۲ ]               |
| انجمن منتقدان فیلم دابلین           | دسامبر ۲۰۱۷  | بهترین کارگردانی                     | پتی جنکینز                                         | دوم      | [ ۷۳ ]               |
| اتحادیه روزنامه نگاران زن فیلم      | ژانویه ۲۰۱۸  | بهترین کارگردان زن                   | پتی جنکینز                                         | نامزدشده | [ ۷۴ ] [ ۷۵ ]        |
| اتحادیه روزنامه نگاران زن فیلم      | ژانویه ۲۰۱۸  | دستاورد چشم گیر کارگردان زن در سینما | پتی جنکینز                                         | نامزدشده | [ ۷۴ ] [ ۷۵ ]        |
| انجمن تدوینگران صدای آمریکا         | فوریه ۲۰۱۸   | بهترین استفاده از موسیقی             | زن شگفت‌انگیز                                       | نامزدشده | [ ۷۶ ]               |
| جایزه گوجه فرنگی طلایی              | ژانویه ۲۰۱۸  | بهترین اکران گسترده ۲۰۱۷             | زن شگفت‌انگیز                                       | چهارم    | [ ۷۷ ]               |
| جایزه گوجه فرنگی طلایی              | ژانویه ۲۰۱۸  | بهترین فیلم کامیک بوکی               | زن شگفت‌انگیز                                       | برنده    | [ ۷۷ ]               |
| جوایز تریلر طلایی                   | ژوئن ۲۰۱۷    | بهترین فیلم                          | زن شگفت‌انگیز                                       | برنده    | [ ۷۸ ] [ ۷۹ ]        |
| جوایز تریلر طلایی                   | ژوئن ۲۰۱۷    | بهترین فیلم فانتزی/ماجرایی           | زن شگفت‌انگیز                                       | برنده    | [ ۷۸ ] [ ۷۹ ]        |
| جوایز تریلر طلایی                   | ژوئن ۲۰۱۷    | بهترین تریلر برای فیلم بلاک باستر    | زن شگفت‌انگیز                                       | نامزدشده | [ ۷۸ ] [ ۷۹ ]        |
| جوایز تریلر طلایی                   | ژوئن ۲۰۱۷    | بهترین پوستر برای فیلم فانتزی        | زن شگفت‌انگیز                                       | نامزدشده | [ ۷۸ ] [ ۷۹ ]        |
| جوایز تریلر طلایی                   | ژوئن ۲۰۱۷    | بهترین فیلم تابستان ۲۰۱۷             | زن شگفت‌انگیز                                       | برنده    | [ ۷۸ ] [ ۷۹ ]        |
| انجمن آهنگسازان هالیوود             | نوامبر ۲۰۱۷  | بهترین موسیقی متن برای فیلم فانتزی   | روپرت گرگسون-ویلیامز                               | نامزدشده | [ ۸۰ ] [ ۸۱ ]        |
| منتقدان فیلم ایندی‌وایر              | دسامبر ۲۰۱۷  | بهترین استقبال                       | زن شگفت‌انگیز                                       | نهم      | [ ۸۲ ]               |
| هیئت ملی بازبینی فیلم               | ژانویه ۲۰۱۸  | جایزه اسپاتلایت                      | گال گدوت و پتی جنکینز                              | برنده    | [ ۸۳ ]               |
| جشنواره بین‌المللی فیلم پام اسپرینگز | ژانویه ۲۰۱۸  | بهترین ستاره زن                      | گال گدوت                                           | برنده    | [ ۸۴ ]               |
| انجمن تهیه‌کنندگان فیلم آمریکا       | ژانویه ۲۰۱۸  | بهترین فیلم                          | چارلز راون، ریچارد ساکل، زک اسنایدر، دبورا اسنایدر | نامزدشده | [ ۸۵ ]               |
| انجمن فیلمبرداران بین‌المللی         | مارس ۲۰۱۸    | بهترین فیلم                          | زن شگفت‌انگیز                                       | نامزدشده | [ ۸۶ ]               |
| جشنواره بین‌المللی سنتا باربارا      | فوریه ۲۰۱۸   | بهترین بازیگر زن                     | گال گدوت                                           | برنده    | [ ۸۷ ]               |
| جایزه ستلایت                        | فوریه ۲۰۱۸   | بهترین فیلمنامه اقتباسی              | آلن هاین‌برگ                                        | نامزدشده | [ ۸۸ ]               |
| جایزه ستلایت                        | فوریه ۲۰۱۸   | بهترین موسیقی متن                    | روپرت گرگسون-ویلیامز                               | نامزدشده | [ ۸۸ ]               |
| جایزه ستلایت                        | فوریه ۲۰۱۸   | بهترین جلوه‌های ویژه                  | زن شگفت‌انگیز                                       | برنده    | [ ۸۸ ]               |
| جایزه انجمن بازیگران فیلم           | ژانویه ۲۰۱۸  | بهترین تیم بازیگری                   | زن شگفت‌انگیز                                       | برنده    | [ ۸۹ ]               |
| جوایز برگزیده نوجوانان              | اوت ۲۰۱۷     | بهترین فیلک اکشن                     | زن شگفت‌انگیز                                       | برنده    | [ ۹۰ ] [ ۹۱ ] [ ۹۲ ] |
| جوایز برگزیده نوجوانان              | اوت ۲۰۱۷     | بهترین ستاره مرد فیلم اکشن           | کریس پاین                                          | برنده    | [ ۹۰ ] [ ۹۱ ] [ ۹۲ ] |
| جوایز برگزیده نوجوانان              | اوت ۲۰۱۷     | بهترین ستاره زن فیلم اکشن            | گل گدوت                                            | برنده    | [ ۹۰ ] [ ۹۱ ] [ ۹۲ ] |
| جوایز برگزیده نوجوانان              | اوت ۲۰۱۷     | بهترین زوج                           | گل گدوت و کریس پاین                                | نامزدشده | [ ۹۰ ] [ ۹۱ ] [ ۹۲ ] |
| جوایز برگزیده نوجوانان              | اوت ۲۰۱۷     | بهترین بوسه                          | گل گدوت و کریس پاین                                | نامزدشده | [ ۹۰ ] [ ۹۱ ] [ ۹۲ ] |
| جوایز برگزیده نوجوانان              | اوت ۲۰۱۷     | بهترین فیلم فصل تابستان              | زن شگفت‌انگیز                                       | نامزدشده | [ ۹۰ ] [ ۹۱ ] [ ۹۲ ] |
| جوایز برگزیده نوجوانان              | اوت ۲۰۱۷     | بهترین ستاره فیلم فصل تابستان        | کریس پاین                                          | نامزدشده | [ ۹۰ ] [ ۹۱ ] [ ۹۲ ] |
| جوایز برگزیده نوجوانان              | اوت ۲۰۱۷     | بهترین ستاره فیلم فصل تابستان        | گال گدوت                                           | نامزدشده | [ ۹۰ ] [ ۹۱ ] [ ۹۲ ] |
| انجمن فیلمنامه نویسان آمریکا        | فوریه ۲۰۱۸   | بهترین فیلمنامه اقتباسی              | آلن هاین‌برگ                                        | نامزدشده | [ ۹۳ ]               |
| انجمن منتقدان فیلم واشینگتن         | دسامبر ۲۰۱۷  | بهترین طراحی صحنه                    | آلین بونوتو                                        | نامزدشده | [ ۹۴ ]               |
| حلقه منتقدان زن فیلم                | دسامبر ۲۰۱۷  | بهترین تیم بازیگری زنان              | زن شگفت‌انگیز                                       | نامزدشده | [ ۹۵ ] [ ۹۶ ]        |
| حلقه منتقدان زن فیلم                | دسامبر ۲۰۱۷  | بهترین قهرمان زن                     | زن شگفت‌انگیز                                       | برنده    | [ ۹۵ ] [ ۹۶ ]        |
| حلقه منتقدان زن فیلم                | دسامبر ۲۰۱۷  | بهترین برابری جنسیتی                 | زن شگفت‌انگیز                                       | نامزدشده | [ ۹۵ ] [ ۹۶ ]        |

## آینده
گدوت برای سومین بار در فیلم لیگ عدالت که در ۱۷ نوامبر ۲۰۱۷ به روی پردهٔ سینماها رفت، در نقش واندر وومن ظاهر شد.
گدوت در ابتدا برای بازی در سه فیلم قرارداد امضا کرده بود، که زن شگفت‌انگیز دومی آن محسوب می‌شد؛ اما بعداً گدوت قراردادش را تمدید کرد. قرارداد پتی جنکینز یک‌فیلمه بود، با این وجود او برای بازگشت و کارگردانی دنبالهٔ فیلم ابراز علاقه‌مندی کرده بود. در اوت ۲۰۱۷، ددلاین.کام گزارش داد که جنکینز در آستانهٔ عقد قراردادی «تاریخی» برای کارگردانی قسمت دوم است. جف جانز در مصاحبه‌ای با ورایتی فاش کرد که او و جنکینز در حال نوشتن خلاصه داستان قسمت دوم هستند و ایده‌های خوبی برای آن دارند. در ۲۲ ژوئیه ۲۰۱۷، وارنر در کامیک‌کان بین‌المللی سن‌دیگو به‌طور رسمی اعلام کرد که قسمت دوم زن شگفت‌انگیز ۱۹۸۴ نام خواهد داشت و در ۵ ژوئن ۲۰۲۰ منتشر می‌شود.